# هيرتا بوته
هيرتا بوته (بالألمانية: Hertha Bothe)‏ (و. 1921 – 2000 م) هي معذبه ألمانية، توفيت عن عمر يناهز 79 عاماً.